# Stefano Tilli
Stefano Tilli ( * 22. srpna 1962 Orvieto) je bývalý italský atlet, běžec, sprinter.
Celkem třikrát se zúčastnil olympiády – vždy však bez medailového umístění. Prvním úspěchem se pro něj stal titul halového mistra Evropy v běhu na 60 metrů v roce 1983. Ve stejné sezóně byl členem stříbrné italské štafety na 4 × 100 metrů na premiéře mistrovství světa v atletice. V roce 1985 se stal podruhé halovým mistrem Evropy, tentokrát v běhu na 200 metrů. Ve Splitu v roce 1990 vybojoval na mistrovství Evropy bronzovou medaili v běhu na 4 × 100 metrů. Jeho osobní rekord na 60 metrů v hale 6,59 s pochází z roku 2000, kdy na evropském halovém šampionátu obsadil čtvrté místo.